# Stictochironomus crassiforceps
Stictochironomus crassiforceps är en tvåvingeart som först beskrevs av Jean-Jacques Kieffer 1922.  Stictochironomus crassiforceps ingår i släktet Stictochironomus och familjen fjädermyggor. Arten är reproducerande i Sverige. Inga underarter finns listade i Catalogue of Life.